# Museum Aargau
Das Museum Aargau (bis 2007 Historisches Museum Aargau) umfasst die Schlösser Lenzburg, Hallwyl, Habsburg und Wildegg, die Klosterhalbinsel Wettingen, das Kloster Königsfelden, den Legionärspfad Vindonissa und das Vindonissa Museum sowie das Sammlungszentrum Egliswil und die IndustriekulTOUR Aabach. Es nimmt in der Museumspädagogik innerhalb der Schweiz eine Pionierrolle ein.

## Geschichte
1832 legte der Kanton Aargau offiziell eine Antiquitätensammlung an. Nach der Klosteraufhebung im Kanton Aargau 1841 wurden die Schätze der Klöster Königsfelden, Muri und Wettingen Staatseigentum und kamen zum Teil nach Aarau, wo sie an verschiedenen Orten aufbewahrt wurden; die Münzensammlungen der Klöster Muri und Wettingen wurden etwa im Staatsgewölbe Aarau untergebracht. 1868 präsentierte man die zuvor an verschiedenen Orten in Aarau verstreuten historischen Objekte provisorisch in den Dachräumen des Aarauer Schlössli.
1877 wurde das kantonale «Antiquarium» in drei Räumen des Salzmagazins in Aarau eingerichtet. 1895 eröffnete das Gewerbemuseum in einer von Karl Moser umgebauten Villa in Aarau. Hier wurden die Sammlung des Kantonalen Antiquariums, die Gemälde- und Stichsammlung des Aargauer Kunstvereins, die ethnografische Sammlung der Mittelschweizerischen Geographisch-Commerziellen Gesellschaft und eine aargauische Muster- und Modellsammlung unter einem Dach präsentiert. 1956 lagerte man die historischen Objekte im Keller des Gebäudes ein. 1987 fand die Eröffnung des Historischen Museums Aargau auf Schloss Lenzburg statt. Zuvor waren das urgeschichtliche und römische Material ausgeschieden und der Kantonsarchäologie übergeben worden, die das Vindonissa-Museum in Brugg betreibt.
2004 erfolgte die Neueröffnung des Schlosses Hallwyl unter der Ägide des Historischen Museums Aargau, das 2007 in Museum Aargau umbenannt wurde. 2009 übernahm die Museumsgruppe von der Kantonsarchäologie die Habsburg und die Klosterkirche Königsfelden.
Im Herbst 2010 wurde dem Museum Aargau überdies der 2009 eröffnete Legionärspfad Vindonissa angegliedert.
Am 1. Januar 2011 hat es zudem vom Schweizerischen Nationalmuseum den Museumsbetrieb auf Schloss Wildegg übernommen. Seit 1. Januar 2017 gehört auch das Vindonissa Museum in Brugg zum Museum Aargau. 2018 ist aus einer Kooperation zwischen dem Museum Aargau, dem Museum Burghalde und dem Verein Industriekultur Aabach der erste virtuelle Museumsraum im Kanton Aargau, die IndustriekulTOUR Aabach entstanden.
Seit 2022 ist die Klosterhalbinsel Wettingen Teil von Museum Aargau.

## Sammlung
Die Sammlung des Museum Aargau, die heute rund 55'000 Objekte umfasst, ist aus altem Staatsgut, dem Kanton vermachten Privatsammlungen, öffentlichen Sammlungen sowie aus Neuankäufen und Schenkungen zusammengewachsen. So überschrieben die Brüder Theodor und Emil Zschokke 1946 zahlreiche Antiquitäten dem Kanton. Gezielte Sammlungsankäufe erfolgten ab den 1970er-Jahren im Zuge der Neukonzipierung des Museums auf der Lenzburg. 1977 kamen Hausgeräte und Antiquitäten der letzten Bewohner des Schlosses Lenzburg, Augustus Edward Jessup, James und Lincoln Ellsworth, zu den historischen Sammlungen hinzu. 2004 wurden Objekte aus der Sammlung der Hallwyl-Stiftung übernommen. Heute werden Stücke angekauft oder übernommen, die als aargauisches Kulturgut bedeutsam sind oder die bestehenden Bestände sinnvoll verdichten. Einen besonderen Stellenwert kommt dabei dem Sammeln von Objekten zur Industriegeschichte im Kanton Aargau zu.
Ein grosser Teil der Sammlung Museum Aargau ist im Sammlungszentrum Egliswil untergebracht.